# Calamorhabdium
Calamorhabdium är ett släkte av ormar. Calamorhabdium ingår i familjen snokar.
Dessa ormar är med en längd upp till 75 cm små. De förekommer på Sulawesi och Bacan. Kvarlevor av en individ som hittades i magsäcken av ormen Maticora bivirgata föreställer kanske en tredje art.
Arter enligt Catalogue of Life och The Reptile Database:
- Calamorhabdium acuticeps
- Calamorhabdium kuekenthali